# Nicolás Arispe
Nicolás Arispe (Buenos Aires, 1978) es un ilustrador, escritor y profesor de arte argentino.

## Biografía
Nicolás Arispe nació en Buenos Aires en 1978 y estudió dibujo y artes visuales en el Instituto Universitario Nacional de las Artes (UNA) obteniendo el título de Profesor de Dibujo en 2001, luego de Profesor Universitario en Artes Visuales en 2003, y de licenciado en Artes Visuales en 2005.
Desde 1997 colabora con producciones televisivas y cinematográficas, participando en la realización de película y dibujos animados para el mercado argentino, brasileño, mexicano y español, además de realizar portadas de discos y libros, como también trabajos de gráfica editorial.
Su primer libro ilustrado es de 2005; desde entonces ha realizado numerosos proyectos editoriales propios e ilustrado obras de diferentes escritores, como María Teresa Andruetto, Alberto Laiseca y Alberto Chimal, publicados en Argentina, México, Francia, Italia, Guatemala, España, etc.
De 2013 a 2015 ilustró la columna semanal de historia “Notas de historia” de la agencia TÉLAM (Agencia nacional de noticias de la República Argentina).
En su carrera ha sido seleccionado por ALIJA (Asociación de Literatura Infantil y Juvenil de la Argentina), sección argentina de IBBY (2005, 2016 y 2018); por el Banco del Libro de Venezuela (2013, 2018 y 2019); por la Cámara Nacional de la Industria Editorial de México Archivado el 13 de abril de 2021 en Wayback Machine. (2013 y 2016); por la Feria Internacional del Libro de Bogotá (2016) y por el Salon du livre et de la presse jeunesse de Sena-Saint Denis (2019), además que por el catálogo White Ravens Archivado el 28 de julio de 2022 en Wayback Machine. 2016 de la Internationale Jugendbibliothek de Múnich. En 2018 entró a formar parte de la Lista de Honor IBBY para su trabajo como ilustrador. Desde 2001 enseña arte a niños, adolescentes y adultos en Buenos Aires.

## Premios y reconocimientos
- 2004: Selección Secretaría de Cultura del Gobierno de la Ciudad de Buenos Aires con el libro Nadie vio llegar a la montonera de Dios, Editorial Orbital
- 2005: Selección ALIJA (IBBY Argentina) en la categoría “mejor ilustración de novela” 2005 con el libro En busca de los vestuarios, Ediciones del Eclipse
- 2006: Selección “Las 300 mejores obras de literatura infantil de Hispanoamérica” del Ministerio Nacional de Educación de Argentina[2] con el libro Té de palacio, Ediciones del Eclipse
- 2008: Mención especial del jurado I Premio Internacional Compostela de Álbum Ilustrado[3] con el libro La visita
- 2009: Finalista XIII concurso “A la orilla del viento”, Fondo de Cultura Económica (México) con el libro El camino más largo, Fondo de Cultura Económica
- 2010: Selección Proyecto de Lectura para Centros Escolares (P.L.E.C.) con el libro El insólito ascenso de Madame Pôl, Faktoria K
- 2010: Selección Centro Internacional del Libro Infantil y Juvenil – Fundación Sánchez Ruipérez con el libro El insólito ascenso de Madame Pôl, Faktoria K
- 2012: Selección Cámara Nacional de la Industria Editorial de México con el libro El camino más largo, Fondo de Cultura Económica
- 2013: Selección Banco del Libro de Venezuela en la categoría “mejor personaje”[4] con el libro El camino más largo, Fondo de Cultura Económica
- 2016: Selección Cámara Nacional de la Industria Editorial de México[5] con el libro La madre y la muerte/La partida, Fondo de Cultura Económica
- 2016: Selección “Libros Altamente Recomendados para Niños y Jóvenes”, Feria Internacional del Libro de Bogotá con el libro La madre y la muerte/La partida, Fondo de Cultura Económica
- 2016: Selección Catálogo White Ravens,[6] La madre y la muerte/La partida, Fondo de Cultura Económica
- 2017: Selección ALIJA (IBBY Argentina) en la categoría “mejor ilustración de libro álbum” con el libro La madre y la muerte/La partida, Fondo de cultura económica
- 2018: Selección ALIJA (IBBY Argentina) en la categoría “mejor libro informativo”[7] con el libro Cándido, pintor de la guerra infame, Calibroscopio
- 2018: Selección “Lista de libros indispensables”, Banco del Libro de Venezuela[8] con el libro La madre y la muerte/La partida, Fondo de Cultura Económica
- 2018: Lista de Honor IBBY por su trabajo de ilustrador[9] con el libro La madre y la muerte/La partida, Fondo de Cultura Económica
- 2019: Selección Banco del Libro de Venezuela en la categoría “mejor libro original” con el libro Cándido, pintor de la guerra infame, Calibroscopio

## Exposiciones personales
- 2004: EQUIS, EXPOSICIÓN PERSONAL DE DIBUJOS, PINTURAS Y OBJETOS – Centro Cultural Enrique Santos Discépolo, Buenos Aires
- 2006: CAJA BLANCA – Alianza Francesa, Buenos Aires
- 2010: MONO SACER – Teatro General San Martín, Buenos Aires
- 2010: NADIE VIO LLEGAR A LA MONTONERA DE DIOS[10] – Museo “Los rostros de la Pampa” y Municipalidad de San Antonio de Areco, San Antonio de Areco

## Exposiciones colectivas
- 2006: VIÑETAS COMPARTIDAS[11] – C.C.E.B.A. (Centro del Consulado Español en Buenos Aires), Buenos Aires
- 2007: DE LA BD DE LA RÉSISTANCE A LA RÉSISTANCE DE LA BD[12] – Orthez
- 2008: INSPIRACIONALES. LOS ARTISTAS SECRETOS – Gachi Prieto Contemporary Latin American Art, Buenos Aires
- 2009: ARTE B.A. – Gachi Prieto Contemporary Latin American Art, Buenos Aires
- 2011: PEQUEÑO MANUAL DE MAGIA – Gachi Prieto Contemporary Latin American Art, Buenos Aires
- 2011: EXPOTRASTIENDAS – Gachi Prieto Contemporary Latin American Art, Buenos Aires
- 2014: RECORRIDOS DESCENTRADOS: 12 ROUNDS PARA UN PASEANTE DESPREVENIDO – Fondo Nacional de las Artes, Buenos Aires
- 2014: HAY UNA IMAGEN DE ESA IDEA[13] – Centro Cultural de la Memoria Haroldo Cuente, Buenos Aires
- 2019: PEACE SHOULD BE LEARNED IN CHILDHOOD, Teheran[14]
- 2020: PARALLEL TRUTHS, WOW x WOW Gallery (online exhibition)[15]
- 2023: LA ESCRIBIENTE – Biblioteca del Congreso de la Nación, Buenos Aires[16]

## Portadas de libros
- 2014, L’Ancêtre, de Juan José Saer, Le Tripode, France
- 2018, Le fleuve sans rives, de Juan José Saer, Le Tripode, France
- 2019, L’Enquête, de Juan José Saer, Le Tripode, France
- 2019, Glose, de Juan José Saer, Le Tripode, France
- 2020, Les nuages, de Juan José Saer, Le Tripode, France